# Equalizer 3
Pour les articles homonymes, voir Equalizer.
Série Equalizer
Equalizer 2
(2018)
Pour plus de détails, voir Fiche technique et Distribution.
Equalizer 3 ou Le justicier 3 au Québec (The Equalizer 3) est un film d'action américain réalisé par Antoine Fuqua et sorti en 2023. Il s'agit du 3e volet d'une franchise adaptée de la série télévisée américaine Equalizer (1985-1989). Il fait suite à Equalizer 2 du même réalisateur, sorti en 2018.
Denzel Washington reprend son rôle d'ancien agent des Marines et du DIA Robert McCall, en voyage dans le sud de l'Italie. Il s'y fait quelques connaissances dont certaines sont menacées par les hommes de la mafia locale. McCall va à nouveau prendre son rôle de protecteur pour les aider.
Le film reçoit des critiques plutôt positives et un succès commercial.

## Synopsis
Dans un vignoble isolé en Sicile, Robert McCall tue le criminel Lorenzo Vitale et ses sbires pour obtenir une clé du coffre-fort du vignoble et récupérer une mystérieuse cargaison. En quittant le vignoble, Robert est abattu dans le dos par le petit-fils adolescent de Vitale. Robert envisage le suicide en raison de sa blessure, mais constate que son arme est à court de munitions, puis prend le ferry pour retourner sur le continent. En conduisant sur la côte amalfitaine, Robert s'arrête et perd connaissance en raison de sa blessure, où il est trouvé et secouru par Gio Bonucci, un carabinier local.
Bonucci l'emmène dans une petite ville côtière italienne isolée appelée Altamonte, où il est soigné par le médecin de la petite ville, Enzo Arisio. Robert se lie d'amitié avec les habitants et s'attache à la ville et à ses habitants. Robert passe un appel anonyme à l'officier de la CIA, Emma Collins, pour la prévenir du rôle du vignoble dans le trafic de drogue illégal déguisé en transactions commerciales normales en Sicile. Collins et d'autres agents de la CIA arrivent au vignoble et trouvent des millions de dollars en espèces ainsi que des sacs de comprimés de captagon cachés dans un entrepôt, confirmant les soupçons de Robert.
Pendant ce temps, les membres de la Camorra harcèlent et tuent des habitants dans le but de les contraindre à quitter leur logement et à s'emparer d'Altamonte à des fins de commercialisation. Robert entend Marco Quaranta, un membre éminent de la Camorra, faire pression sur le propriétaire du magasin local, Angelo, pour des paiements. Pour donner l'exemple, la Camorra incendie le magasin de poissons d'Angelo alors que toute la ville regarde. Bonucci examine la vidéo de l'incendie criminel et appelle la police centrale italienne pour une enquête. Plus tard, Bonucci, sa femme et sa fille sont agressés par la Camorra et battus pour avoir interféré dans leurs opérations.
Plus tard, Marco demande à Bonucci de mettre en place un bateau pour eux ; après avoir entendu ça, Robert leur demande de déplacer leurs opérations ailleurs. Lorsque Marco refuse, Robert le tue ainsi que ses hommes de main. Le chef de la police de Naples est menacé et torturé par Vincent, le frère de Marco et chef de la Camorra, pour trouver la personne derrière la mort de Marco. Vincent piège la voiture de Collins avec une bombe, mais elle survit après avoir été avertie par Robert. Plus tard, Vincent menace de tuer Bonucci devant toute la ville si Robert ne se révèle pas. Celui-ci le fait, mais avant que Vincent ne puisse le tuer, les habitants commencent à enregistrer la scène, ce qui pousse Vincent et le reste de la Camorra à battre en retraite avec des projets de représailles le lendemain.
Plus tard cette nuit-là, Robert s'infiltre chez Vincent et tue furtivement ses gardes du corps. Ensuite, Robert force Vincent à prendre une dose mortelle de ses propres médicaments pour le tuer. Grâce à Collins, Robert restitue l'argent qu'il avait pris au vignoble au fonds de pension d'un couple de personnes âgées. De retour à Langley, en Virginie, Collins reçoit une promotion pour son rôle dans la fin du trafic de drogue à Altamonte. Elle trouve une note de Robert la félicitant et déclarant que sa mère serait fière d'elle - révélant que Collins est la fille de l'ami de longue date de Robert et de sa collègue Susan Plummer. Avec la mort des frères Quaranta, Robert célèbre avec les habitants après la victoire de leur équipe lors d'un tournoi de football.

## Fiche technique
Sauf indication contraire, les informations mentionnées dans cette section peuvent être confirmées par la base de données cinématographiques IMDb,  présente dans la section « Liens externes ».
- Titre original : The Equalizer 3
- Titre français : Equalizer 3
- Titre québécois : Le justicier 3
- Réalisation : Antoine Fuqua
- Scénario : Richard Wenk, d'après la série télévisée Equalizer créée par Michael Sloan et Richard Lindheim
- Musique : Marcelo Zarvos (en)
- Direction artistique : Gianpaolo Rifino
- Photographie : Robert Richardson
- Montage : Conrad Buff
- Production : Jason Blumenthal, Todd Black, Antoine Fuqua, Steve Tisch et Denzel Washington
- Sociétés de production : Columbia Pictures et Escape Artists
- Sociétés de distribution : Sony Pictures Releasing (États-Unis), Sony Pictures Releasing France (France)
- Budget : 70 millions de dollars
- Pays de production :  États-Unis
- Langues originales : anglais, italien
- Format : couleur
- Genre : action, thriller
- Durée : 109 minutes
- Dates de sortie[1] :
  - France : 30 août 2023
  - États-Unis : 1er septembre 2023
- Classification :
  - France : Interdit aux moins de 12 ans lors de sa sortie en salles
  - États-Unis : R-Restricted (interdit aux moins de 17 ans non accompagnées)

## Distribution
- Denzel Washington (VF : Emmanuel Jacomy ; VQ : Daniel Picard) : Robert McCall
- Dakota Fanning (VF : Fanny Bloc ; VQ : Stéfanie Dolan) : Emma Collins
- David Denman (VF : Sacha Petronijevic ; VQ : Jean-François Beaupré) : Frank Conroy
- Sonia Ben Ammar : Chiara Bonucci
- Eugenio Mastrandrea (it) (VF : Anatole de Bodinat) : Gio Bonucci
- Gaia Scodellaro (en) (VF : Léovanie Raud ; VQ : Kim Jalabert) : Aminah
- Remo Girone (en) (VF : Paul Borne ; VQ : Manuel Tadros) : Enzo Arisio
- Andrea Scarduzio (VF : Mario Bastelica) : Vincent Quaranta
- Bruno Bilotta (it) : Lorenzo Vitale
- Andrea Dodero (VF : Jonathan Le Guillou) : Marco Quaranta
- Salvatore Ruocco : Salvatore
- Daniele Perrone : Angelo
- Zakaria Hamza : Khalil
- Dea Lanzaro : Gabriella Bonucci
- Niccolo Senni (it) : Stefano
- Melissa Leo (VF : Marianne Basler) : Susan Plummer (images d'archives tirées du premier film)

## Production

### Genèse et développement
En août 2018, peu après la sortie du deuxième film, Antoine Fuqua annonce son envie de continuer la saga. Il avoue qu'il aimerait que cette fois-ici l'intrigue se déroule en dehors des États-Unis : « Dans ma tête, il y a une aventure européenne, absolument. C'est ce que j'aimerais, le voir en Europe dans le futur. Si Dieu le veut. »
Le développement de ce troisième film est officiellement confirmée en janvier 2022, avec le retour de Denzel Washington,.

### Attribution des rôles
La participation de Denzel Washington est confirmée en janvier 2022,. Dakota Fanning est annoncée en juin 2022. Elle retrouve ainsi Denzel Washington après Man on Fire (2004).

### Tournage

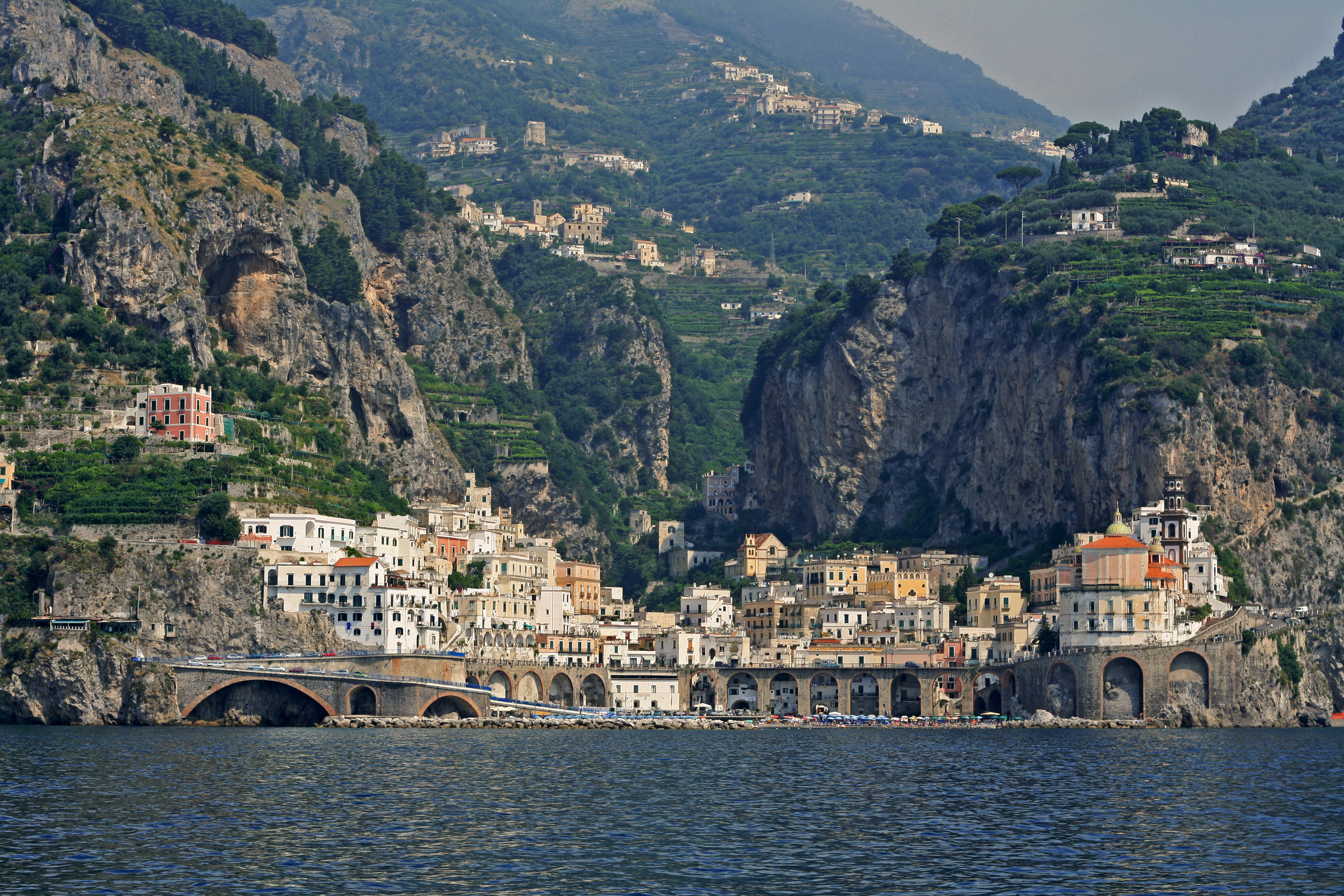
La ville d'Atrani servant de décor au film vue de la mer

Le tournage débute le 10 octobre 2022 sur la côte amalfitaine en Italie. L'équipe y demeure jusqu'à fin novembre, notamment à Ravello, Atrani et Minori. L'équipe se rend ensuite à Naples et, pour achever les prises de vues, à Rome.

## Sortie et accueil

### Box-office
| Pays ou région    | Box-office      | Date d'arrêt du box-office | Nombre de semaines |
| ----------------- | --------------- | -------------------------- | ------------------ |
| États-Unis Canada | 92 373 751 $    | 23 novembre 2023           | 12                 |
| France            | 907 220 entrées | 24 octobre 2023            | 8                  |
| Total mondial     | 190 991 067 $   | -                          | -                  |